# Quicksand (televisieserie)
Quicksand (Zweeds: Störst av allt) is een Zweedse dramaserie gebaseerd op het gelijknamige boek van Malin Persson Giolito uit 2016. De serie, die uit zes afleveringen bestaat werd op 5 april 2019 gereleased op Netflix.

## Verhaallijn
In een school in Djursholm, een rijke buurt in de Zweedse hoofdstad Stockholm vindt er een schietpartij plaats in een klas. De normale scholier Maja Norberg belandt in de gevangenis en wordt ondervraagd. Er zijn steeds flashbacks die het gehele verhaal blootleggen.
De protagonist erkent de moord in een vroeg stadium maar ontkent de misdaad - het proces gaat veeleer over waarom de moord gepleegd was dan of het gepleegd was.

## Rolverdeling
| Acteur              | Personage                      |
| ------------------- | ------------------------------ |
| Hanna Ardéhn        | Maja Norberg                   |
| Felix Sandman       | Sebastian Fagerman             |
| William Spetz       | Samir Said                     |
| Ella Rappich        | Amanda Steen                   |
| David Dencik        | Peder Sander                   |
| Reuben Sallmander   | Claes Fagerman                 |
| Maria Sundbom       | Lena Pärsson                   |
| Rebecka Hemse       | Jeanette Nilsson               |
| Arvid Sand          | Lars-Gabriel Labbe Sager-Crona |
| Helena af Sandeberg | Mimmi Steen                    |
| Anna Björk          | Camilla Norberg                |